# Зорница (област Благоевград)
Вижте пояснителната страница за други значения на Зорница.
Зорнѝца е село в Югозападна България. То се намира в община Сандански, област Благоевград.

## География
Намира се на 5 километра югозападно от град Мелник. Околните села са Капатово, Кромидово, Лозеница, Хотово. Виждат се Мелнишките пирамиди, масивни площи лозя и Мелнишката река, която минава оттам. Климатът е мек, лятото горещо, зимата е по-мека.

## История
Старото име на селото е Зевгели, Дзивгелия.
В „Етнография на вилаетите Адрианопол, Монастир и Салоника“, издадена в Константинопол в 1878 година и отразяваща статистиката на населението от 1873 година, Дзевгелия (Dzevguélia) е посочено като село с 23 домакинства и 30 жители мюсюлмани и 32 българи.
В 1891 година Георги Стрезов пише за селото:
| „ | Зегвелия, на Ю от Чифлици 1/2 час път. Разположено е от десния бряг на реката. Поминъкът на жителите е същият, както в горните села. 45 къщи български. | “ |

Към 1900 година според статистиката на Васил Кънчов („Македония. Етнография и статистика“) населението на Зевзили е 190 души, от които 100 българи-християни и 90 турци.
През 1913 година селото е разрушено и изселено. Презаселено е в 1925 година. В 1987 година е прекръстено на Зорница.

## Население

### Етнически състав
Преброяване на населението през 2011 г.
Численост и дял на етническите групи според преброяването на населението през 2011 г.:
|                     | Численост |
| Общо                | 92        |
| Българи             | 92        |
| Турци               | -         |
| Цигани              | -         |
| Други               | -         |
| Не се самоопределят | -         |
| Неотговорили        | -         |

## Икономика
Работа се намира в шивашки предприятия в Сандански и другаде. В Мелник по механи и хотели и в самото село. Там се наемат работници по лозята.
Има и цех за мед.

## Обществени институции
- Има кметство и бивше училище, което вече не функционира.
- Църква „Вси Светии“.

## Редовни събития
- Събор през месец юни.

## Други
- Минава автобус от Сандански в селото 09.15 и 13.15 ч. Автобус от София до Мелник.